# HEIF
HEIF (сокр. от англ. High Efficiency Image File Format [haɪ ɪˈfɪʃənsi ˈɪmɪʤ faɪl ˈfɔːmæt] — «высокоэффективный формат графических файлов») — формат файлов для хранения отдельных изображений или их последовательностей (медиаконтейнер). Разработан Экспертной группой по движущимся изображениям (MPEG) и определён как MPEG-H Part 12 (ISO/IEC 23008-12).
Спецификация HEIF также определяет средства хранения HEVC-закодированных опорных кадров и HEVC-закодированных последовательностей изображений с ограниченным межкадровым прогнозированием (англ. inter frame prediction).
Файлы HEIF совместимы с форматом ISOBMFF (ISO Base Media File Format) (стандарт ISO/IEC 14496-12) и могут также включать другие медиапотоки, например, синхронизированные текст и аудио.

## История
Требования и основные варианты использования HEIF были определены в 2013 году. Техническая разработка спецификации заняла около полутора лет и была завершена летом 2015 года.
В июне 2017 года компания Apple анонсировала поддержку формата HEIF (присвоив ему имя High Efficiency Image Coding, «высокоэффективное кодирование графических изображений», сокращённо HEIC) в macOS High Sierra и iOS 11.
16 марта 2018 года в Windows 10, а именно в предварительной Windows Insider сборке 17123, была добавлена поддержка формата HEIF.
В марте 2018 поддержка формата HEIF также была добавлена в предварительную версию мобильной операционной системы Android P (Android Pie). 
6 января 2020 года компания Canon анонсировала свой профессиональный зеркальный фотоаппарат Canon EOS-1D X Mark III, который, кроме файлов JPEG, штатно поддерживает формат HEIF для фотографий и видео. Штатную поддержку HEIF также получили беззеркальные камеры Canon EOS R5 и Canon EOS R6.

## Применение

### Цифровые камеры и смартфоны
С целью экономии места HEVC-кодированная графика в контейнерах HEIF может использоваться для сжатия полноразмерных изображений, при этом для вывода на экран сохраняется JPEG-копия с пониженным разрешением (например, 4K и ниже).
В цифровых камерах и смартфонах HEIF может находить применение для упаковки в один файл серии снимков, фокусных и экспозиционных стеков фотографий. Кроме того, в одном и том же HEIF-файле могут храниться и видео, и фотоизображения. Формат HEIF позволяет хранить в едином файле любые коллекции изображений, что упрощает обмен ими.

### Редактирование графики
Среди основных возможностей HEIF — изменение ориентации и обрезка изображений без перекодирования данных. Кроме того, HEIF предоставляет структуру для неразрушающих операций редактирования, которая может быть задана по внешним спецификациям. Эта функция может использоваться в графических редакторах, чтобы инструкции по редактированию хранились в том же файле, что и исходное изображение.
Редактирование HEIF поддерживаются такими графическими редакторами, как Adobe Photoshop Lightroom.(только от Windows 10, macOS High Sierra, iOS 11+ и Android 9+), GIMP, ImageMagick, Zoner Photo Studio.

## Особенности
В файлах HEIF могут храниться данные следующих типов:
- Графические элементы — отдельные изображения, свойства изображения и миниатюры.
- Производные изображения — генерируются во время выполнения на основе описаний, таких как вращение, сетка и наложение. Эти изображения зависят от других изображений, хранящихся в файле HEIF. Накладные расходы на хранение производных изображений малы.
- Последовательности изображений — хранение нескольких временны́х и/или прогнозируемых во времени изображений (например, при серийной съёмке или кинематографической анимации), их свойств и миниатюр. Для использования временно́го и пространственного сходства между изображениями могут применяться различные варианты прогнозирования. Таким образом, размеры файлов могут быть значительно уменьшены, даже если в одном файле HEIF хранятся десятки изображений.
- Вспомогательные элементы изображения — хранение графических данных, дополняющих другой графический элемент, например альфа-канал или карта глубины. Такие данные не отображаются сами по себе, но используются для формирования других графических элементов.
- Метаданные изображения — хранение EXIF, XMP и других метаданных, относящихся к изображениям в HEIF-файле.

## Средства просмотра HEIF в Windows
В Windows 10 просмотр HEIF доступен начиная со сборки 17123 (RS4). Необходима установка двух программ: Расширение для изображений HEIF и платное Расширение для видео HEVC или версия Расширения для видео HEVC от производителя устройства, в которой возможно только воспроизводить видео.
Для просмотра в более ранних версиях Windows изображений формата HEIF существуют отдельные программы, например Apowersoft Photo Viewer (для Windows 7/8/10) и др.
Программный пакет CopyTrans HEIC добавляет возможность просмотра во встроенном Средстве просмотра фотографий Windows. CopyTrans HEIC также позволяет вставлять HEIF-файлы в документы Microsoft Office, печатать HEIF-изображения и конвертировать их в JPEG.

## Патентное лицензирование
HEIF сам по себе является контейнером, который может не облагаться дополнительными лицензионными отчислениями для коммерческих лицензиатов ISOBMFF. Обратите внимание, однако, что Nokia также предоставляет свои патенты на безвозмездной основе в некоммерческих целях. При содержании изображений и последовательностей изображений, закодированных в определенном формате (например, HEVC или AVC), их использование становится предметом лицензирования патентов на формат кодирования.

## Связанные стандарты
- MPEG-H
- HEVC (H.265)
- ISO Base Media File Format
- скачать образец heic  (HEIC Digital)